# Sportåret 1927

## Händelser

### Bandy
- 6 februari - Norges spelar sin första officiella herrlandskamp i bandy, då man i Frogner, Oslo faller med 1-3 mot Sverige.[1]
- 27 februari - IK Göta från Stockholm blir svenska mästare efter finalvinst över Västerås SK med 5-1 på Stockholms stadion.[2][3][4]

### Baseboll
- 8 oktober - American League-mästarna New York Yankees vinner World Series med 4-0 i matcher över National League-mästarna Pittsburgh Pirates.[5]

### Basket
- Basketsporten introduceras i Finland.[6]

### Cykel
- Alfredo Binda, Italien vinner landsvägsloppet vid VM.
- Nicolas Frantz, Luxemburg vinner Tour de France
- Alfredo Binda, Italien vinner Giro d'Italia

### Fotboll
- 23 april - Cardiff City FC vinner FA-cupfinalen mot Arsenal FC med 1-0 på Wembley Stadium.[7]
- 27 november – Argentina vinner sydamerikanska mästerskapet i Lima före Uruguay och Peru.[8]

- Okänt datum – Celtic FC vinner skotska cupen
- Okänt datum – Real Unión de Irún vinner Copa del Rey (spanska cupen).
- Okänt datum – Olympique de Marseille vinner franska cupen.

#### Ligasegrare / resp lands mästare
- 6 juni - GAIS segrar i Allsvenskan men blir inte svenska mästare då serien får mästarstatus först säsongen 1930/1931.
- Okänt datum – B 93  vinner danska mästerskapen.
- Okänt datum – Newcastle United FC vinner engelska ligans första division
- Okänt datum – Rangers FC vinner skotska ligan.
- Okänt datum – 1. FC Nürnberg blir tyska mästare.

### Friidrott
- Svenska mästerskapen i friidrott 1927, damer 31 juli i Lidköping, herrar 20-21 augusti i Stockholm
- 31 december - Heitor Blasi vinner Sylvesterloppet i São Paulo.[9]
- Clarence DeMar, USA vinner Boston Marathon.[10]

### Golf
- Ryder Cup: Den första matchen går av stapeln i Worcester, Massachusetts varvid USA besegrar Storbritannien med 9½ - 2½.

### Ishockey
- 24 januari - Ungern inträder i IIHF.[11]
- 29 januari - Österrike vinner Europamästerskapet i Wien före Belgien och Tjeckoslovakien.[12]
- 6 februari - Sverige får kanadensiskt ishockeybesök för första gången. Victoria HC från Montréal slår en svensk landslagskombination med 17-1 inför 6 000 åskådare på Stockholms stadion.[13]
- 13 april - Ottawa Senators besegrar Victoria Cougars i Stanley Cup-finalspelet med 2 vinster och 2 oavgjorda matcher.
- 16 december - IK Göta blir svenska mästare efter en finalvinst över Djurgårdens IF med 5-4.[14][15]

### Konståkning

#### VM
- Herrar: Willy Böckl, Österrike
- Damer: Sonia Henie, Norge
- Paråkning: Herma Szábo & Ludwig Wrede, Österrike

#### EM
- Herrar: Willy Böckl, Österrike

### Motorsport
- Den franska biltillverkaren Delage vinner världsmästerskapet i Grand Prix-racing.
- Britterna Dudley Benjafield och Sammy Davis vinner Le Mans 24-timmars med en Bentley 3 Litre.

### Simning

#### EM
- Vid EM i simning uppnådde svenska simmare följande resultat:
  - 100 m frisim, herrar – 1. Arne Borg
  - 400 m frisim, herrar – 1. Arne Borg
  - 1 500 m frisim, herrar – 1. Arne Borg
  - 100 m ryggsim, herrar – 1. Eskil Lundahl
  - Lagkapp 4 x 200 m frisim, herrar – 2. Sverige

### Skidor, nordiska grenar
- 13 februari - Konrad Pettersson, Luleå SK vinner Vasaloppet.[16][17]

#### SM
- 20 km vinns av Per-Erik Hedlund, Malungs IF. Lagtävlingen vinns av Skellefteå IF
- 30 km vinns av Jonas Fjellberg, Mörsils SK. Lagtävlingen vinns av Skellefteå IF
- 50 km vinns av Algon Stoltz, Bodens BK.  Lagtävlingen vinns av Bodens BK
- Backhoppning vinns av Tore Edman, Arvika IS. Lagtävlingen vinns av Djurgårdens IF.
- Nordisk kombination vinns av Sven Eriksson, Selånger. Lagtävlingen vinns av IF Friska Viljor.

### Tennis

#### Herrar
- 10 september - Frankrike vinner International Lawn Tennis Challenge genom att finalbesegra USA med 3-2 i Philadelphia.[18]

##### Tennisens Grand Slam
- Australiska öppna - Gerald Patterson, Australien
- Wimbledon - Henri Cochet, Frankrike
- US Open - René Lacoste, Frankrike

#### Damer

##### Tennisens Grand Slam
- Australiska öppna - Esna Boyd, Australien
- Wimbledon – Helen Wills Moody, USA.
- US Open - Helen Wills Moody, USA

### Travsport
- Det första Travkriteriet körs på Jägersro travbana i Malmö. Segrare blir den danska hingsten Ibrahim Pascha (DK) e. Dreamer Boy (US) – Creta (DK) e. Bravo (NO).

## Rekord

### Friidrott
- 26 februari – Lillian Copeland, USA förbättrar världsrekordet i spjut, damer till 38,21 m
- 27 maj – Sabin Carr, USA, förbättrar världsrekordet i stavhopp till 4,27 m
- 28 maj – Ruth Lange, Tyskland förbättrar världsrekordet i kula damer  till 10,84 m
- 29 maj – Grete Heublein, Tyskland förbättrar världsrekordet i kula damer till 10,86 m
- 12 juni – Guschi Hargus, Tyskland förbättrar världsrekordet i spjut, damer till 37,57 m
- 2 juli – John Gibson, USA, förbättrar världsrekordet på 400 m häck till 52,6 sek
- 3 juli – Gertrud Gladitsch, Tyskland, förbättrar världsrekordet på 100 m damer  till 12,1 sek
- 17 juli – Paavo Yrjölä, Finland, förbättrar sitt eget världsrekord i tiokamp till 7 995 poäng
- 1 augusti – Lina Radke, Tyskland, förbättrar världsrekordet på 800 m damer  till 2.23.8 min
- 6 augusti – Ruth Lange, Tyskland förbättrar världsrekordet i kula damer  till 11,32 m
- 19 augusti – Anna Muskina, Sovjetunionen, förbättrar världsrekordet på 1 500 m damer  till 5.18,2 min
- 4 september
  - – Ruth Lange, Tyskland förbättrar världsrekordet i kula damer  till 11,37 m
  - - Halina Konopacka, Polen förbättrar världsrekordet i diskus damer till 39,18 m
- 18 september – Sten Pettersson, Sverige förbättrar världsrekordet på 100 m häck till 14,8 sek
- 1 oktober
  - – Eino Penttilä, Finland förbättrade världsrekordet i spjut till 69,88 m
  - – Marjorie Clark, Sydafrika förbättrar världsrekordet i höjdhopp damer  till 1,59 m

## Evenemang
- VM i cykel anordnas i Nürburgring, Tyskland.
- VM i konståkning för herrar anordnas i Davos, Schweiz.
- VM i konståkning för damer anordnas i Oslo, Norge.
- VM i konståkning i paråkning anordnas i Wien, Österrike
- EM i konståkning för herrar anordnas i Wien, Österrike.
- EM i simning anordnas i Bologna, Italien

## Födda
- 2 april - Ferenc Puskas, ungersk fotbollsspelare.
- 20 april - Phil Hill, amerikansk racerförare.
- 24 april – Josy Barthel, luxemburgsk friidrottare, politiker.
- 30 juni - Shirley Fry, amerikansk tennisspelare.
- 25 augusti – Althea Gibson, amerikansk tennisspelare.
- 29 oktober - Frank Sedgman, australisk tennisspelare.
- 11 december – Stein Eriksen, norsk alpin skidåkare.
- 29 december – Andy Stanfield, amerikansk friidrottare, sprinter

## Avlidna
- 15 juni – Ottavio Bottecchia, italiensk cyklist.

## Bildade föreningar och klubbar
- 27 april – Norrby IF[19]
- 20 november – Gunnebo IF[20]

### Fotnoter
1. ↑  ”A-landskamper menn”. Norges Bandyforbund. http://arkiv.bandyforbundet.no/bandy/statistikk/land-m.asp. Läst 20 augusti 2011.
2. ↑  Erik Jonsson (27 februari 1927). ”1920–1929”. Svenska Bandyförbundet. Arkiverad från originalet den 16 februari 2015. https://web.archive.org/web/20150216045601/http://www.svenskbandy.se/BANDYFINALEN/HISTORIK/Svenskamastare/Herrar/1920-1929/. Läst 18 mars 2020.
3. ↑  ”Bandy”. Svenska Dagbladets årsbok. 27 februari 1927. sid. 202. https://runeberg.org/svda/1927/0204.html. Läst 6 juni 2011.
4. ↑  ”Västerås Sportklubbs SM-finaler i bandy”. VSK Forum. http://www.vskforum.com/vsk.nu/SM-finallag.html. Läst 18 mars 2020.
5. ↑  ”1927 World Series” (på engelska). Baseball-Reference.com. http://www.baseball-reference.com/postseason/1927_WS.shtml. Läst 16 juli 2015.
6. ↑  ”Uppslagsverket Finland”. http://www.uppslagsverket.fi/sv/sok/view-103684-Basketboll. Läst 14 september 2011.
7. ↑  ”England FA Challenge Cup 1926/1927” (på engelska). RSSSF. http://www.rsssf.com/tablese/engcup1927.html. Läst 19 augusti 2012.
8. ↑  ”South American Championship 1927” (på engelska). RSSSF. http://www.rsssf.com/tables/27safull.html. Läst 16 augusti 2011.
9. ↑  ”1920” (på portugisiska). Sylvesterloppet. Arkiverad från originalet den 1 mars 2014. https://web.archive.org/web/20140301033657/http://www.saosilvestre.com.br/1920. Läst 19 augusti 2012.
10. ↑  ”Boston Marathon”. Arkiverad från originalet den 27 april 2015. https://web.archive.org/web/20150427035419/http://www.baa.org/races/boston-marathon/boston-marathon-history/past-champions/past-mens-open-champions.aspx. Läst 9 april 2011.
11. ↑  ”Hungary” (på engelskaspråk=24 januari 1927). International Ice Hockey Federation. https://www.iihf.com/en/associations/349/hungary. Läst 21 augusti 2011.
12. ↑  ”Championnats d'Europe 1927” (på engelska). Hockey Archives. 29 januari 1927. https://www.hockeyarchives.info/Euro1927.htm. Läst 15 augusti 2011.
13. ↑  ”Ishockey”. Svenska Dagbladets årsbok. 6 februari 1927. sid. 207. https://runeberg.org/svda/1927/0209.html. Läst 6 juni 2011.
14. ↑  ”Ishockey”. Svenska Dagbladets årsbok. 16 december 1927. sid. 208. https://runeberg.org/svda/1927/0210.html. Läst 6 juni 2011.
15. ↑  ”Championnat de Suède 1926/27” (på franska). Hockey Archives. 16 december 1927. https://www.hockeyarchives.info/Suede1927.htm. Läst 16 mars 2020.
16. ↑  ”Historiska segrare”. Vasaloppet. Arkiverad från originalet den 22 mars 2020. https://web.archive.org/web/20200322121012/https://www.vasaloppet.se/wp-content/uploads/sites/1/2019/09/historiska_segrare_vasaloppet_sve_2019-09-18.pdf. Läst 5 september 2011.
17. ↑  ”Skidlöpning”. Svenska Dagbladets årsbok. 10 mars 1928. sid. 209. https://runeberg.org/svda/1927/0211.html. Läst 6 juni 2011.
18. ↑  ”Davis Cup”. http://www.daviscup.com/en/results/tie/details.aspx?tieId=10003586. Läst 20 augusti 2011.
19. ↑  Martin Alsiö (10 mars 2004). ”De allsvenska klubbarnas födelsedagar”. Bolletinen. http://www.bolletinen.se/sfs/allsvenskan/grundades.pdf. Läst 18 februari 2015.
20. ↑  ”Gunnebo spelade i näst högsta serien – Västerviks-Tidningen”. vt.se. https://vt.se/artikel/7r3vzykl. Läst 9 januari 2022.